# Muro (Korsika)
Muro (korsisch Muru) ist eine Gemeinde auf der französischen Insel Korsika. Sie gehört zur Region Korsika, zum Département Haute-Corse, zum Arrondissement Calvi und zum Kanton L’Île-Rousse.

## Geografie
Muro liegt auf 320 Metern über dem Meeresspiegel in der Balagne und hat einen Anteil am Norden des Bergmassivs Monte Grosso.  Sie grenzt im Osten an Feliceto, im Südwesten an Zilia, im Westen an Montegrosso sowie im Nordwesten an Avapessa und Cateri. 

## Bevölkerungsentwicklung
| Jahr      | 1962 | 1968 | 1975 | 1982 | 1990 | 1999 | 2008 | 2012 | 2015 | 2021 |
| --------- | ---- | ---- | ---- | ---- | ---- | ---- | ---- | ---- | ---- | ---- |
| Einwohner | 426  | 400  | 323  | 283  | 276  | 248  | 263  | 235  | 239  | 253  |

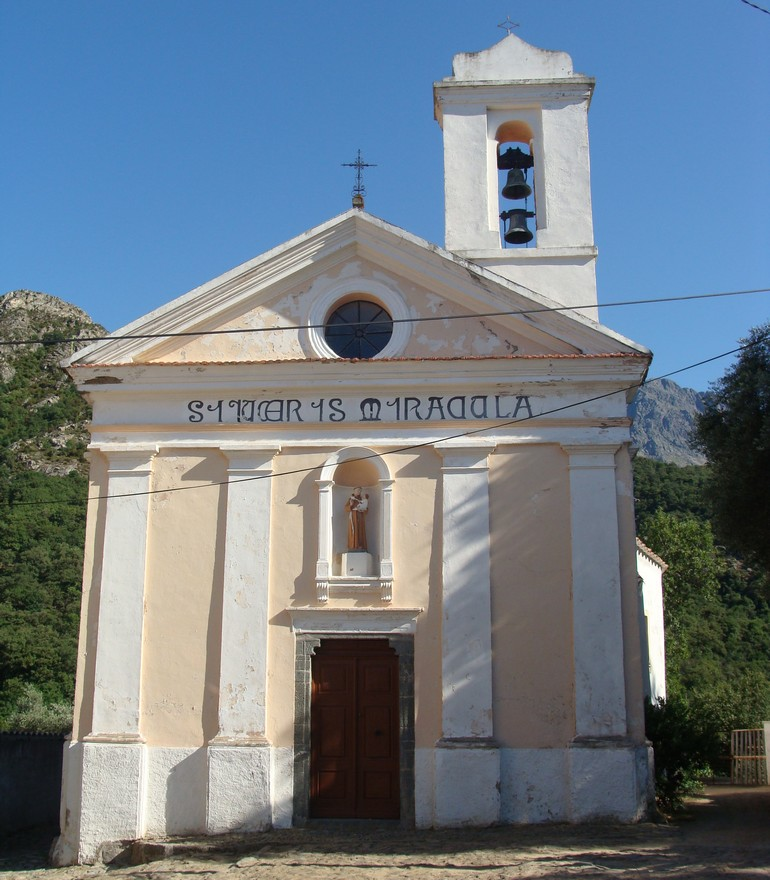
Kapelle Saint-Antoine
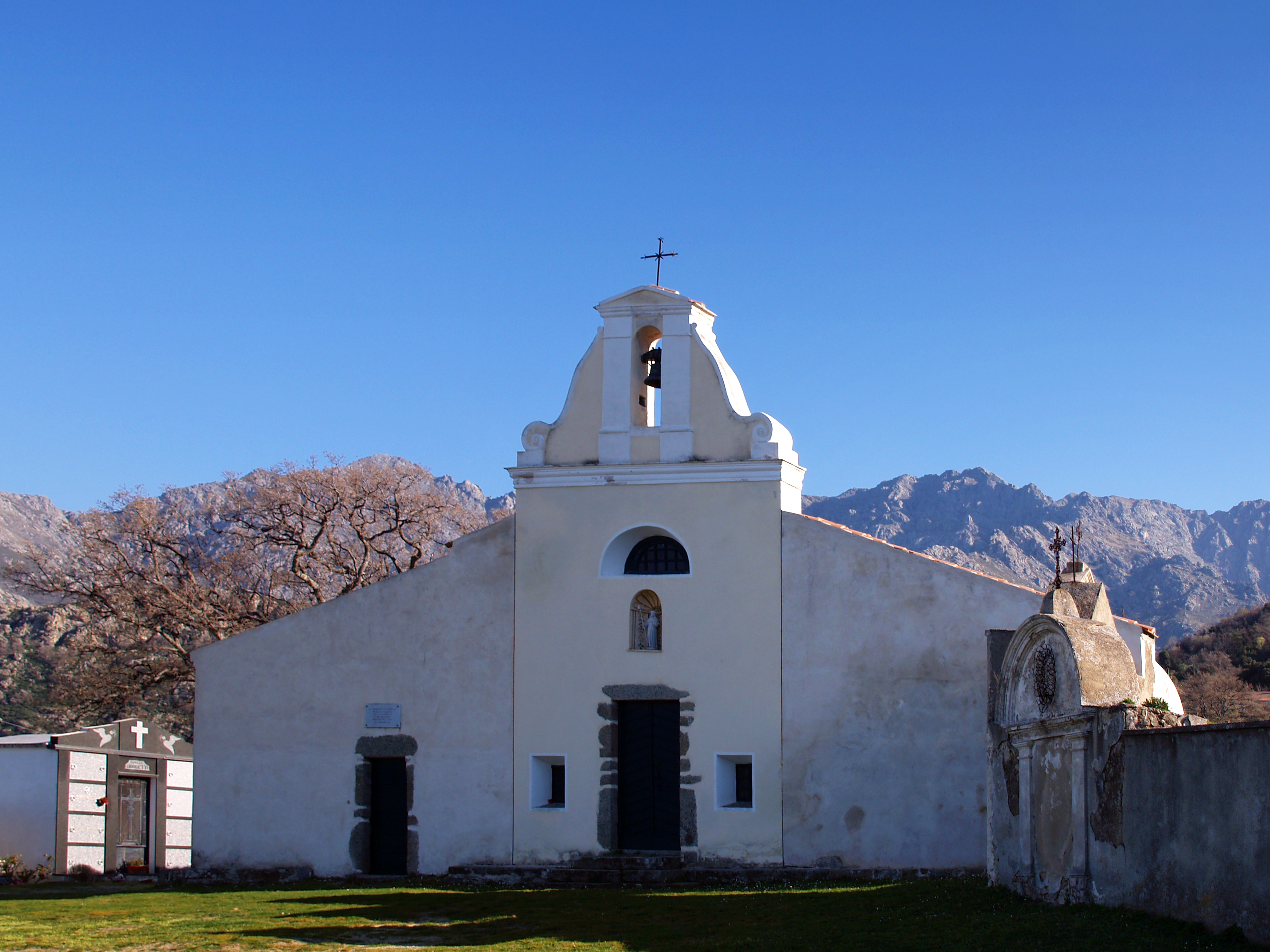
Kapelle Saint-Jacques
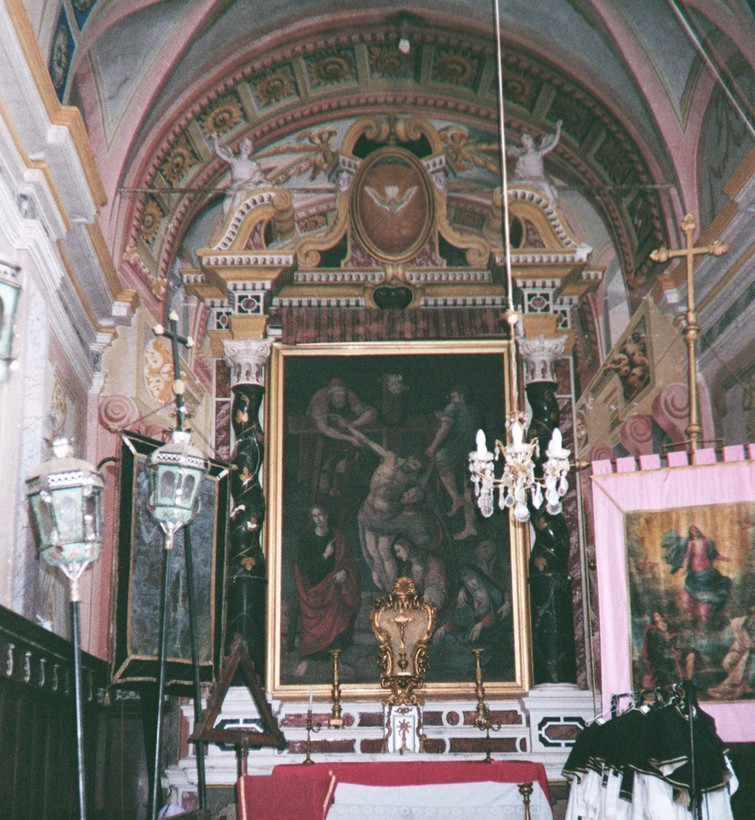
Oratorium Santa-Croce
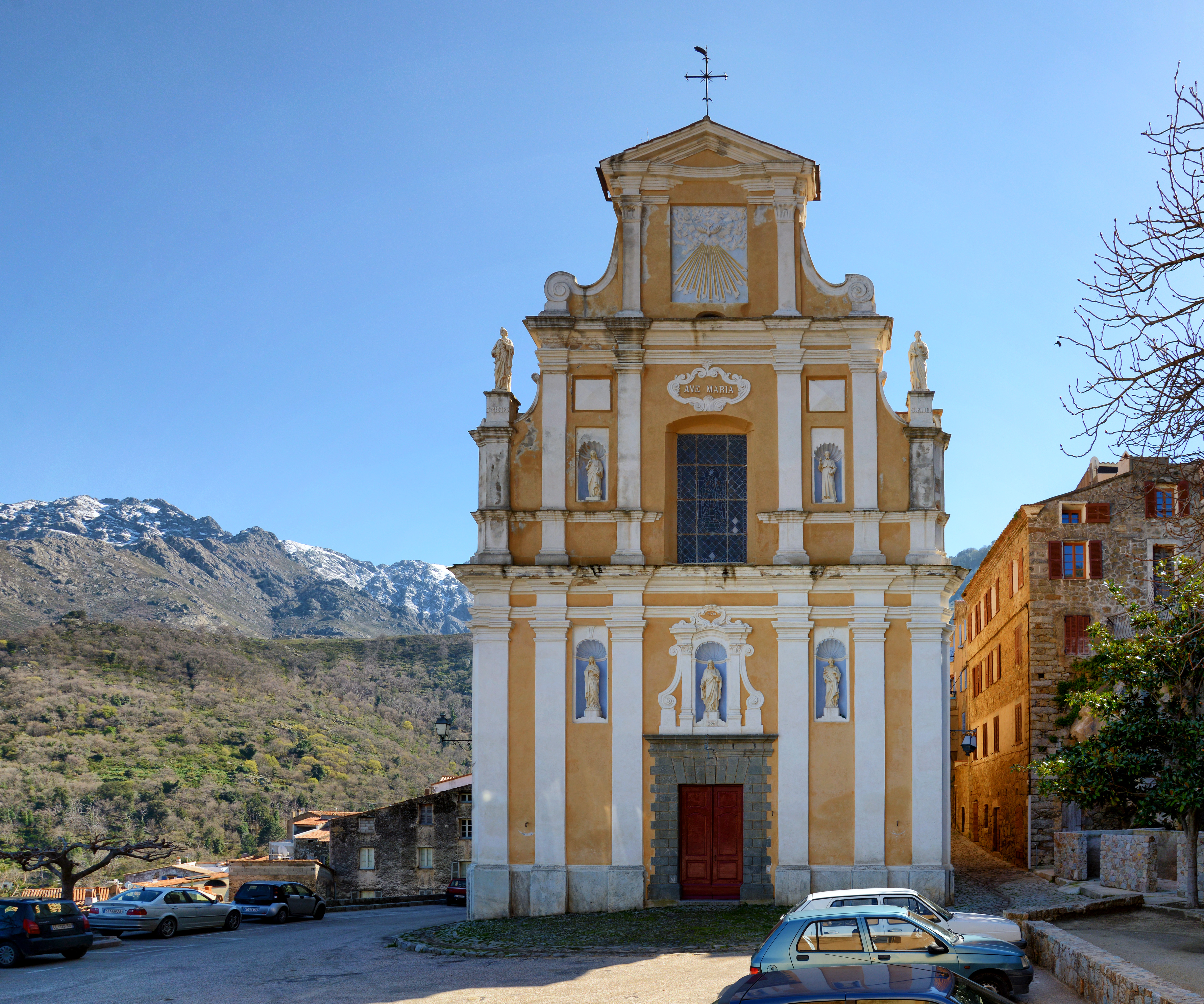
Kirche Santissima Annunziata
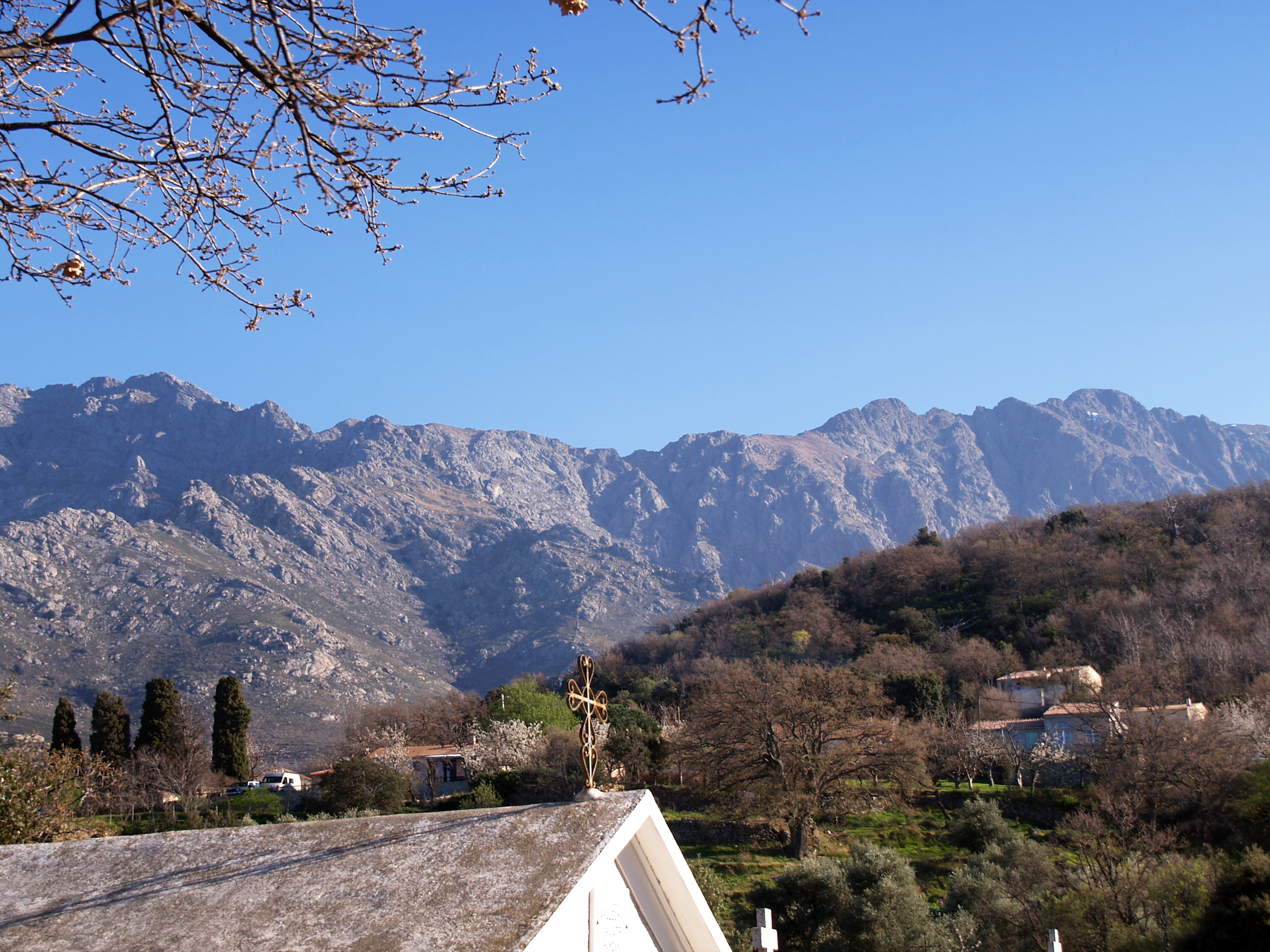
Ortsteil Murato
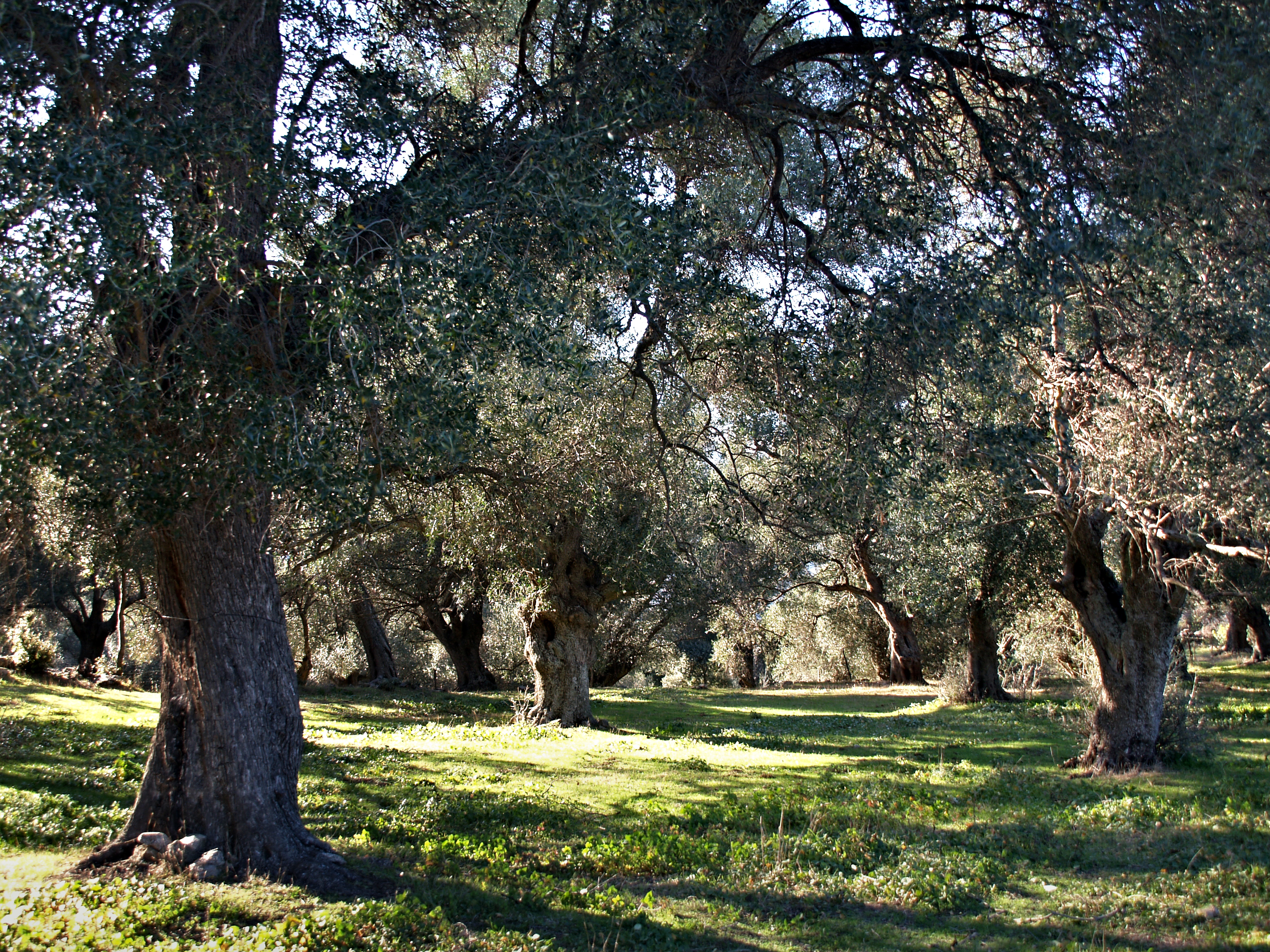
Olivenbäume in Murato